# Абијски рејон
Абијски рејон или Абијски улус (рус. Абыйский район) је један од 34 рејона Републике Јакутије у Руској Федерацији. Налази се у поларном подручју на сјевероистоку Јакутије и заузима 69.400 км². Административни центар рејона је насеље Белаја Гора. Кроз рејон тече ријека Индигирка. Укупан број становника је 4.112 (2010).
Већину становништва чине Руси, те мањи број Јакута, Евена и Евенкија.